# 李金泉
李金泉（1920年—2012年1月21日），京劇演員，工老旦，師承李多奎。
北平戲曲專科學校（中華戲曲專科學校）第3期科班出身，「金」字排輩，王金璐、庚金群等是他的同班同學。
中華人民共和國成立后，長期作為國家演員。
與李少春合作開發了許多生行新唱腔，2人都參加了現代京劇（京劇現代戲）《紅燈記》的唱腔創作。
他是《李逵探母》、《岳母刺字》、《罷宴》等京劇新編歷史戲（古裝戲）的唱腔設計，並領銜首演。
其他的京劇唱腔設計作品還有現代京劇《沙家浜》裡的〈朝霞映在阳澄湖上〉等唱段和《三關宴》（新編古裝京戲，吳祖光編劇）等劇目。